# Ламнообразни акули
Ламнообразните акули (Lamniformes) са разред акули, включващ някои от най-познатите видове акули, като голямата бяла акула, както и някои по-необичайни представители, като акулата гоблин и широкоустата акула. Общо наброяват около 20 съвременни вида.
Членовете на разреда се отличават с наличието на две гръбни перки, аналната перка, пет хрилни цепки и очи без мигателна мембрани, както и уста, която се простира зад очите.
Представители на разреда обитават топлите и умерени води на всички океани. Повечето от тях са добре адаптирани към бързо плуване, като цилиндричното тяло завършва с голяма мощна опашка. Те се хранят с костни риби и бозайници. Два вида са планктоноядни. Някои от тях са обект на индустриален интерес, дължащ се на добрия вкус на месото. Много от тях са опасни за хората.

## Видове
- Семейство Alopiidae Bonaparte, 1838
  - Род Alopias Rafinesque, 1810
    - Alopias pelagicus Nakamura, 1935[3]
    - Alopias superciliosus R. T. Lowe, 1841[4]
    - Лисича акула (Alopias vulpinus) (Bonnaterre, 1788)[5]
- Семейство Гигантски акули (Cetorhinidae) Gill, 1862
  - Род Cetorhinus Blainville, 1816
    - Гигантска акула (Cetorhinus maximus) (Gunnerus, 1765)[6]
- Семейство Селдови акули (Lamnidae) J. P. Müller et Henle, 1838
  - Род Carcharodon A. Smith, 1838
    - Голяма бяла акула (Carcharodon carcharias) (Linnaeus, 1758)[7]
    - Мегалодон (Carcharodon megalodon) (Agassiz, 1843) †

  - Род Isurus Rafinesque, 1810
    - Акула мако (Isurus oxyrinchus) Rafinesque, 1810[8]
    - Isurus paucus Guitart-Manday, 1966[9]

  - Род Lamna Cuvier, 1816
    - Lamna ditropis Hubbs et Follett, 1947[10]
    - Селдова акула (Lamna nasus) (Bonnaterre, 1788)[11]
- Семейство Megachasmidae Taylor, Compagno et Struhsaker, 1983
  - Род Megachasma Taylor, Compagno et Struhsaker, 1983
    - Широкоуста акула (Megachasma pelagios) Taylor, Compagno et Struhsaker, 1983[12]
- Семейство Mitsukurinidae Jordan, 1898
  - Род Mitsukurina Jordan, 1898
    - Акула гоблин (Mitsukurina owstoni) Jordan, 1898[13]
- Семейство Odontaspididae Müller et Henle, 1839
  - Род Carcharias Rafinesque, 1810
    - Carcharias taurus Rafinesque, 1810[14]
    - Carcharias tricuspidatus Day, 1878[15]

  - Род Odontaspis Agassiz, 1838
    - Odontaspis ferox (Risso, 1810)[16]
    - Odontaspis noronhai (Maul, 1955)[17]
- Семейство Pseudocarchariidae Compagno, 1973
  - Род Pseudocarcharias Cadenat, 1963
    - Pseudocarcharias kamoharai (Matsubara, 1936)[18]
- Семейство Cretoxyrhinidae †